# Satoru Yamagishi
Satoru Yamagishi (Chiba, 3. svibnja 1983.) bivši je japanski nogometaš.

## Klupska karijera
Igrao je za JEF United Chiba, Kawasaki Frontale, Sanfrecce Hiroshima, Oita Trinita i Vonds Ichihara.

## Reprezentativna karijera
Za japansku reprezentaciju igrao je od 2006. do 2008. godine. Odigrao je 11 utakmice.
S japanskom reprezentacijom Satoru Yamagishi je igrao na Azijskom kupu 2007.

## Statistika
| Japan  | Japan | Japan |
| Godina | Nast. | Gol.  |
| ------ | ----- | ----- |
| 2006.  | 3     | 0     |
| 2007.  | 5     | 0     |
| 2008.  | 3     | 0     |
| Ukupno | 11    | 0     |

## Vanjske poveznice
- National Football Teams
- Japan National Football Team Database